# Пустаи, Арпад Янош
Арпад Янош Пустай (венг. Árpád János Pusztai; 8 сентября 1930, Будапешт, Венгрия — 17 декабря 2021) — британский биохимик венгерского происхождения.
В 1953 году окончил факультет естественных наук Университета имени Лоранда Этвёша по специальности «химия». Работал в Институте биохимии Венгерской академии наук. В 1956 году по научной стипендии Фонда Форда отправился в Великобританию. В 1960 году получил степень Ph.D. по биохимии и физиологии в Лондонском университете. Работал в Листеровском институте превентивной медицины в Лондоне.
В 1963 году по приглашению Ричарда Синга пришёл в отдел химии протеинов Исследовательского института Роуэтта (Rowett Research Institute, Абердин, Шотландия). В Институте Роуэтта проработал в общей сложности 36 лет (за исключением короткого перерыва в 1967-68, когда Пустай преподавал в Университете Иллинойса, США).
В 1988 году был избран членом Королевского общества Эдинбурга.
Опубликовал более 300 научных статей, 9 книг. Соавтор нескольких международных патентов.
Скончался 17 декабря 2021 года.

## Спорное исследование ГМ-картофеля
В 1998 году Арпад Пустаи сообщил о результатах исследования воздействия на крыс ГМ-картофеля, вырабатывающего лектин подснежников. Он утверждал, что у крыс, питавшихся ГМ-картофелем, были проблемы с иммунитетом и изменения в размерах органов.
Научная статья Пустаи прошла рецензирование и была опубликована в журнале Lancet в 1999 году. В статье сравнивались параметры желудка и кишечника у крыс, питавшихся ГМ-картофелем, обычным картофелем и обычным картофелем с примесью лектина. Было обнаружено, что генетическая модификация привела к статистически значимому увеличению толщины крипты тощей кишки крыс, питавшихся сырым картофелем, а также к уменьшению толщины слизистой оболочки слепой кишки у крыс, питавшихся варёным картофелем.
Публикация Пустаи подверглась критике со стороны Королевского Общества и других учёных за отсутствие должного ослепления, маленькую выборку, различия в химическом составе между ГМ-картофелем и контрольным сортом картофеля, нехватку белка в диетах крыс и сомнительную токсикологическую значимость результатов.
Кроме того, в работе не была учтена проблема множественных сравнений. При применении поправки Бонферрони статистически значимое воздействие генетической модификации на кишечник крыс теряло свою значимость.